# Happy Nation (canción)
«Happy Nation» (en español: Nación feliz) es una canción del grupo sueco Ace of Base, publicada el 7 de diciembre de 1992, como el primer sencillo de su álbum debut del mismo nombre.
Alcanzó el número uno en las listas de éxitos de Dinamarca, Finlandia, Francia e Israel en 1993 y 1994.

## Historia
Es una canción dance-pop de tempo medio con fuertes influencias del reggae fusión y el euro house . Fue escrita por Jonas Berggren y Ulf Ekberg y contiene letras tanto en inglés como en latín. El primer verso es cantado en latín por Joker y Linn Berggren canta el resto como cantante principal. La banda ha descrito la canción, escrita como respuesta a los informes de asociaciones pasadas de Ekberg con cabezas rapadas neonazis, como «una canción antifascista y un himno a la vida». Ekberg también ha dicho que la canción es una respuesta a "todo el mundo hablando de lo mal que está todo. ... Creo que lo mejor es ver lo positivo.
Se lanzó por primera vez en Escandinavia en 1992 y luego se lanzó dos veces en el Reino Unido. La primera aparición fue en octubre de 1993, cuando alcanzó el puesto 42 y volvió a entrar en la lista doce meses después en el puesto 40.
En 2008, Ace of Base rehízo la canción para un kit de remezclas.

## Crítica
El editor de AllMusic, José Promis, elogió la canción como «estelar». Annie Zaleski de The AV Club señaló que toma influencia del «tecno tenso». Fort Worth Examiner escribió: «proporciona una mentalidad positiva sobre cómo debemos relacionarnos y vivir unos con otros». El periódico sueco Göteborgsposten declaró que los ritmos reggae de All That She Wants también aparecen en la canción, pero «la mayor parte del sonido está tomado de música europea basada en sintetizadores». Chuck Eddy de LA Weekly la declaró «la canción con el sonido más triste del disco». Andrew Balkin de Kingston Informer dijo: «los Aces se vuelven pesimistas en Happy Nation y Wheel of Fortune, ambas canciones tienen un sentimiento de soul/dance sobre ellas y no estarían fuera de lugar en el baile, piso o creando el ambiente en un club lleno de humo. En otro artículo, el periódico la describió como: «una canción alegremente burbujeante».
El escritor musical James Masterton lo vio como: «otra pieza de reggae dub oscuramente brillante», en su comentario semanal en las listas del Reino Unido. Mario Tarradell de Miami Herald declaró: «Solo intenta sacudir el sonido irresistible de All That She Wants y Happy Nation: no tendrás éxito». Cuando se lanzó por segunda vez en el Reino Unido, Alan Jones de Music Week lo calificó con tres de cinco, considerándolo como «un trabajo de regga bastante poco ambicioso, que inevitablemente lo hará mejor esta vez, pero seguirá siendo uno de sus pequeños éxitos». James Hamilton de la revista RM Dance Update lo vio como «un estruendoso Boney M -ish 0-95.9bpm lurcher».
Un crítico de la revista People escribió: «la melodía demuestra que Ace of Base es más sustancial que un mero clon de ABBA». Bob Waliszewski de Plugged In dijo: «promueve el humanismo». Chuck Campbell de Scripps Howard News Service lo llamó: «un número de ritmo reggae». Edna Gundersen de USA Today lo describió como «una melodía alegre». The Vindicator afirmó: «la combinación de melodía y ritmo en una canción como Happy Nation es casi irresistible».

## Videoclip
El video musical fue dirigido por el sueco Matt Broadley, quien también dirigió el videoclip de «All That She Wants». Se rodó en Gotemburgo en enero de 1993.
Inicia con una vela encendida que ilumina una habitación oscura. Jonas canta flanqueado a ambos lados por un candelabro, con la cara de Linn y diferentes símbolos e imágenes antiguos moviéndose en el fondo. Estas imágenes incluyen el símbolo de la paz, inscripciones rúnicas, jeroglíficos egipcios, arte indígena australiano, el Buda, los signos del zodíaco, el símbolo yin yang, la crucifixión de Jesús, Al-Fatiha y el libro El origen de las especies de Charles Darwin. Linn en un momento se la ve sentada en una larga mesa de madera, pareciendo estar sumida en sus pensamientos. En otras ocasiones, Jenny Berggren aparece cantando con Linn por un momento aunque, como en All That She Wants, no proporcionó ninguna voz para esta canción. Las imágenes de fondo continúan apareciendo durante esta parte, junto con escenas de Buda escribiendo en una computadora estacionaria, Jenny leyendo un libro viejo, Joker cantando los coros y otros clips cortos con los miembros de la banda. También se muestran imágenes de películas antiguas durante la sección de Linn, como la explosión de una bomba atómica, personas caminando y la caída de un árbol. Cuando la música se desvanece, la vela encendida que se muestra al comienzo del video se apaga.

## Posicionamiento en listas
Tuvo bastante éxito en las listas de Europa. Aunque no tan grande como «All That She Wants», la canción logró tener cierto impacto, alcanzando el número uno en Dinamarca, Finlandia, Francia e Israel. Además, fue un éxito Top 10 en Austria, Bélgica, Alemania, Lituania, Países Bajos, Noruega y Suecia. En el Reino Unido, solo alcanzó el Top 40, en su segunda carrera en la UK Singles Chart, el 9 de octubre de 1994. En Eurochart Hot 100, alcanzó el puesto 39 en mayo de 1993.
Fuera de Europa, el sencillo llegó al número uno también en Israel, al número 22 en Nueva Zelanda y al número 80 en Australia. Fue galardonado con un disco de oro en Alemania con 250.000 singles vendidos y un disco de plata en Francia, tras vender 125.000 unidades.

### Listas Semanales
| Listas (1993–1994)                     | Máxima posición |
| -------------------------------------- | --------------- |
| Alemania (Offizielle Deutsche Charts)  | 7               |
| Australia (ARIA)                       | 80              |
| Austria (Ö3 Austria Top 40)            | 6               |
| Bélgica (Flandes) (Ultratop 50)        | 8               |
| Dinamarca (IFPI)                       | 1               |
| Escocia (Scottish Singles Sales Chart) | 37              |
| Europa (Eurochart Hot 100)             | 39              |
| Finlandia (Suomen virallinen lista)    | 1               |
| Francia (SNEP)                         | 1               |
| Israel (Israel Top-30)                 | 1               |
| Italia (Musica e dischi)               | 21              |
| Lituania (M-1)                         | 3               |
| Noruega (VG-lista)                     | 6               |
| Nueva Zelanda (Recorded Music NZ)      | 22              |
| Países Bajos (Dutch Top 40)            | 5               |
| Países Bajos (Mega Single Top 100)     | 6               |
| Reino Unido (UK Singles Chart)         | 40              |
| Suecia (Sverigetopplistan)             | 4               |
| Suiza (Schweizer Hitparade)            | 23              |

### Listas de fin de año
| Lista (1993)                          | Posición |
| ------------------------------------- | -------- |
| Alemania (Offizielle Deutsche Charts) | 42       |
| Bélgica (Ultratop Flandes)            | 72       |
| Europa (Eurochart Hot 100)            | 67       |
| Países Bajos (Dutch Top 40)           | 63       |
| Países Bajos(Single Top 100)          | 79       |
| Lista (1994)                          | Posición |
| Francia (SNEP)                        | 16       |

## Otras versiones
Durante la sexta temporada de Så mycket bättre en 2015, Niklas Strömstedt interpretó la canción en sueco como «Lyckolandet», con letra contra el racismo y la xenofobia.